# Вімблдонський турнір 1967
Вімблдонський турнір 1967 проходив з 26 червня по 8 липня 1967 року на кортах Всеанглійського клубу лаун-тенісу і крокету в передмісті Лондона Вімблдоні. Це був 81-ий Вімблдонський чемпіонат, а також третій турнір Великого шолома з початку року.

## Результати фінальних матчів

### Дорослі
| Одиночний розряд. Джентльмени Детальніше |                         |                |
| Джон Ньюкомб                             | Вільгельм Бунгерт       | 6–3, 6–1, 6–1  |
|                                          |                         |                |
| Одиночний розряд. Леді Детальніше        |                         |                |
| Біллі Джин Кінг                          | Енн Джонс               | 6–3, 6–4       |
|                                          |                         |                |
| Парний розряд. Джентльмени Детальніше    |                         |                |
| Боб Г'юїтт Фрю Макміллан                 | Род Емерсон Кен Флетчер | 6–2, 6–3, 6–4  |
|                                          |                         |                |
| Парний розряд. Леді Детальніше           |                         |                |
| Розі Казалс Біллі Джин Кінг              | Марія Буено Ненсі Річі  | 9–11, 6–4, 6–2 |
|                                          |                         |                |
| Мікст Детальніше                         |                         |                |
| Овен Девідсон Біллі Джин Кінг            | Кен Флетчер Марія Буено | 7–5, 6–2       |
|                                          |                         |                |

### Юніори
| Одиночний розряд. Хлопці  |                  |          |
| Мануель Орантес           | Майк Естеп       | 6–2, 6–0 |
|                           |                  |          |
| Одиночний розряд. Дівчата |                  |          |
| Юдіт Саломе               | Марія Страндберг | 6–4, 6–3 |

## Виноски
1. ↑  Gentlemen's Singles Finals 1877-2017. wimbledon.com. Wimbledon Championships. Архів оригіналу за 15 лютого 2018. Процитовано 22 липня 2017.
2. ↑  Ladies' Singles Finals 1884-2017. wimbledon.com. Wimbledon Championships. Архів оригіналу за 15 липня 2018. Процитовано 22 липня 2017.
3. ↑  Gentlemen's Doubles Finals 1884-2017. wimbledon.com. Wimbledon Championships. Архів оригіналу за 14 жовтня 2017. Процитовано 22 липня 2017.
4. ↑  Ladies' Doubles Finals 1913-2017. wimbledon.com. Wimbledon Championships. Архів оригіналу за 15 липня 2018. Процитовано 22 липня 2017.
5. ↑  Mixed Doubles Finals 1913-2017. wimbledon.com. Wimbledon Championships. Архів оригіналу за 10 вересня 2017. Процитовано 22 липня 2017.
6. ↑  Boys' Singles Finals 1947-2017. wimbledon.com. Wimbledon Championships. Архів оригіналу за 13 серпня 2017. Процитовано 13 серпня 2017.
7. ↑  Girls' Singles Finals 1947-2017. wimbledon.com. Wimbledon Championships. Архів оригіналу за 14 червня 2018. Процитовано 13 серпня 2017.